# Louisiana blues
El Louisiana blues es un tipo de música blues caracterizada por ritmos pesados y monótonos que crean un sonido oscuro y tenso. Como resultado de este tipo de sonido, se originó un subgénero de blues denominado swamp blues (centrado principalmente en Baton Rouge, Louisiana), el cual enfatizaba en los ritmos lentos y sonidos oscuros del Louisiana blues.

## Intérpretes destacados
- Nathan Abshire
- Smoky Babe
- Marcia Ball
- Tab Benoit
- Mia Borders
- Lonnie Brooks
- Snooks Eaglin
- Clarence Edwards
- Foghat
- Guitar Gable
- Bill Gaither
- Larry Garner
- Slim Harpo
- Silas Hogan
- Lazy Lester
- Lightnin' Slim
- Little Walter
- Lonesome Sundown
- Kenny Neal
- Raful Neal
- Louisiana Red
- Moses "Whispering" Smith
- Tabby Thomas
- Leroy Washington
- Boogie Bill Webb
- Katie Webster
- Robert Pete Williams